# Narciso alla fonte
Il Narciso alla fonte è un dipinto a olio su tavola (19x31 cm) di Giovanni Antonio Boltraffio, databile al 1500-1510 circa e conservato nella Galleria degli Uffizi a Firenze.

## Descrizione e stile
L'opera mostra chiari influssi leonardeschi, con elementi comuni ad altri colleghi del Boltraffio (come Bernardino Luini o Andrea Solario), che hanno causato spesso difficoltà attributiva. Un giovane di profilo, interpretato come Narciso per il suo guardare in basso, si trova in un paesaggio che ricorda da vicino quello della Vergine delle Rocce. La bellezza malinconica, lo sfumato morbido e l'ambiguità dei volti sono tutti elementi leonardeschi, trattati però, come avviene nelle opere della scuola, in maniera abbastanza superficiale, tanto che si è parlato anche di un certo "accademismo" leonardesco. Inusuale è il taglio orizzontale dell'opera, forse dovuto a una riduzione del bordo inferiore.
Esiste una copia londinese, attribuita a un seguace del Boltraffio, in cui si vede anche il bacino d'acqua in cui il giovane si riflette.